# 2724 Orlov
A 2724 Orlov (ideiglenes jelöléssel 1978 RZ5) a Naprendszer kisbolygóövében található aszteroida. Nyikolaj Sztyepanovics Csernih fedezte fel 1978. szeptember 13-án.